# Julie Skinner
Julie Sutton Skinner (Calgary, 23 de abril de 1968) es una deportista canadiense que compitió en curling.
Participó en los Juegos Olímpicos de Salt Lake City 2002, obteniendo una medalla de bronce en la prueba femenina. Ganó dos medallas en el Campeonato Mundial de Curling, en los años 1991 y 2000.

## Palmarés internacional
| Juegos Olímpicos   | Juegos Olímpicos                | Juegos Olímpicos  | Juegos Olímpicos |
| Año                | Lugar                           | Medalla           | Prueba           |
| ------------------ | ------------------------------- | ----------------- | ---------------- |
| 2002               | Salt Lake City (Estados Unidos) | Medalla de bronce | Equipo           |
| Campeonato Mundial |                                 |                   |                  |
| Año                | Lugar                           | Medalla           | Prueba           |
| 1991               | Winnipeg (Canadá)               | Medalla de plata  | Equipo           |
| 2000               | Glasgow (Reino Unido)           | Medalla de oro    | Equipo           |